# 柴田家住宅 (清須市)
柴田家住宅（しばたけじゅうたく）は、愛知県清須市西枇杷島町辰新田65にある邸宅。主屋が登録有形文化財。庄内川の自然堤防を通る美濃路に面している。

## 歴史

### 竣工とその後
近隣には下小田井の市があり、枇杷島の美濃路沿いが発展したことで、柴田家は江戸時代末期頃に美濃路に店を構えた。
1891年（明治24年）10月28日に発生した濃尾地震において、美濃路の建物はことごとく倒壊するか焼失したとされる。柴田家の主屋が建てられたのは1896年（明治29年）であり、漆喰壁や土壁などの防火対策が施されている。かつて柴田家は飴や菓子の製造・販売を行っていた。
第二次世界大戦後の昭和期、付近にあった下小田井の市場が移転したことで付近が衰退し、柴田家も飴屋を廃業した。その後、住宅は保険会社などに賃貸されていた。

### 保存と活用
2006年（平成18年）8月3日、主屋が登録有形文化財に登録された。2008年（平成20年）には林廣伸建築事務所の設計で改修工事が行われた。現存する外観の出格子はこの改修時のものである。
2014年（平成26年）10月には、愛知登文会によって登録有形文化財の特別公開（後の「あいたて博」）が初めて行われたが、この際には柴田家住宅も特別公開を実施した。それ以後も「あいたて博」の際に毎年1回特別公開されている。

## 建築
土間には線路の敷石を転用している。大黒柱と正面下屋の軒桁間に大梁を通し、隅柱間の上屋受桁を大梁に架けて通す架構となっている。土間は菓子類の製造・販売を行っていた当時、広い空間を確保するために中央の柱を抜いた設計になっており、その替わりに十字に梁をかけて荷重を支える構造となっている。これは「尾張型町家」と呼ばれる当該地域の町家の特徴である。
江戸期以降には尾張国に茶の湯文化が定着し、西枇杷島町一帯の町家では日常的に抹茶をふるまう文化が育まれた。柴田家の主屋の内庭にも茶室があり、ツシが備えられ、庭の点景となっている